# Ürge Mária
Ürge Mária (Somorja, 1952. szeptember 19. – Somorja, 1991. május 27.) pedagógus, néprajzkutató.

## Élete
1972-ben érettségizett Somorján, majd 1976-ban a nyitrai Pedagógiai Főiskolán szerzett tanítói oklevelet. Ezután a nagylégi alapiskolában tanított. Autóbalesetben hunyt el.
Néprajzi gyűjtéssel is foglalkozott és egyben a somorjai Csalló parasztzenekar másodhegedűse volt. Néprajzi tanulmányokat és a zenei neveléshez tankönyveket és módszertani segédkönyveket is írt.

## Elismerései
- A Csalló zenekarral 1983-ban és 1985-ben első díjat nyert a Tavaszi szél vizet áraszt országos népzenei és népdalversenyen.
- 1984-ben Jókai Máriával közös gyermekjátékgyűjtése második díjat nyert a Szlovák Néprajzi Társaság pályázatán.

## Művei
- 2004 A Kolonyi templom előtt. Válogatás Ürge Mária népzenegyűjtéséből. Archiválva 2016. március 7-i dátummal a Wayback Machine-ben